# Codi ATC H05
El  codi ATC H05, descrit com Homeòstasi del calci, és una subgrup terapèutic de l'Anatomical, Therapeutic, Chemical Classification System (ATC). La classificació ATC és un sistema de codis alfanumèric desenvolupat per l'Organització Mundial de la Salut (OMS) per als fàrmacs i altres productes sanitaris. El subgrup H05 és part del grup anatòmic H Preparats hormonals sistèmics excepte hormones sexuals i insulines.

Els codis per a ús veterinari (codis ATCvet) poden han estat creats afegint la lletra Q davant dels codis ATC humans: QH05... 
Les adaptacions estatals de la classificació ATC poden incloure codis addicionals no presents en aquesta llista, que segueix la versió de l'OMS.

## H05A Hormonesparatiroides
- H05AA Hormones paratiroides
  - H05AA01 Extracte de glàndula paratiroide
  - H05AA02 Teriparatida

## H05B Hormones contra l'hormona paratiroide
- H05BA Preparats amb calcitonina